# Hyphoderma moniliforme
Hyphoderma moniliforme är en svampart som först beskrevs av P.H.B. Talbot, och fick sitt nu gällande namn av Manjón, G. Moreno & Hjortstam 1988. Hyphoderma moniliforme ingår i släktet Hyphoderma och familjen Meruliaceae.   Inga underarter finns listade i Catalogue of Life.